# The Daily Stormer
The Daily Stormer est un site web d'actualité américain des mouvements suprémaciste blanc et néonazi.

## Positionnement
Controversé, il se considère comme une partie du mouvement alt-right, c'est-à-dire de l’extrême-droite américaine.

## Histoire

### Fondation
Andrew Anglin, l'a fondé le 4 juillet 2013, en remplacement de son site web précédent nommé Total Fascism.
Il l'a nommé d'après Der Stürmer, le journal nazi dirigé par Julius Streicher.

### Contenu et polémiques
Afin d'attirer au nationalisme blanc un public plus nombreux, Anglin et ses invités n'hésitent pas à utiliser un registre de langage familier, voire ordurier, pour attaquer les Noirs, les Arabes, les Juifs et les Latinos, ton qui lui fut reproché, y compris dans son propre camp,.
Certains lecteurs, rassemblés en une « Troll Army », attaquaient les figures publiques auxquels ils étaient opposés : ainsi Luciana Berger, députée juive britannique, fut victime de l'Operation: Filthy Jew Bitch de la part de la Troll Army, qui reçut des conseils d'Anglin pour ne pas avoir d'ennuis,. D'autres victimes sont à signaler, tels que l'avocate australienne Mariam Veiszadeh (en),, la journaliste américaine Julia Ioffe (en),, ainsi que Breitbart News.
Le trolling a aussi fait partie de l'arsenal du site : avec l'aide de Weev, ils ont, le jour anniversaire d'Hitler, piraté plusieurs imprimantes afin de les faire imprimer des tracts incitant à venir visiter le site.

### Problèmes d'hébergement depuisUnite the Right
Le 13 août 2017, peu après la publication d'un article sur Heather Heyer, une femme tuée lors de la manifestation Unite the Right de 2017, le site web a été informé par sa société d'hébergement GoDaddy qu'il avait violé ses conditions d’utilisation. La société d'hébergement leur donnant 24 heures pour trouver un nouvel hébergeur pour le site. Le lendemain, il a déménagé chez Google qui a presque immédiatement annulé son enregistrement « Nous annulons l'enregistrement de Daily Stormer avec Google Domains pour violation de nos conditions de service ».
Les comptes YouTube et Twitter du site ont été supprimés. Facebook et Reddit ont également pris des mesures visant le site.
Depuis, le site n'est disponible que sur Tor et, sur le réseau général, qu'à titre temporaire sur des adresses qu'il doit changer après avoir été exclu,.

### Versions dans d'autres langues
Daily Stormer a créé des versions en espagnol, en grec ainsi qu'en italien. En décembre 2018, trois administrateurs de la version espagnole sont arrêtés en Espagne, et un quatrième a été identifié.